# Дранга, Хелен Томас
Хелен Томас Дранга (англ. Helen Thomas Dranga, урождённая Caroline "Carrie" Helen Thomas; 1866—1940) — британско-американская художница, работавшая на Гавайях.

## Биография
Родилась 28 декабря 1866 года в Оксфорде, Англия, в семье художника и декоратора Роберта Томаса (Robert Thomas) и его жены Мэри Энн Уэбб (Mary Ann Webb).
Изучала искусство в Kensington Art Academy (Royal College of Art). В 1892 году приехала в США, где 16 декабря 1895 года вышла замуж за Теодора Дранга (Theodore Dranga), родившегося в Висконсине в 1867 году в семье, иммигрировавшей из Норвегии.
С 1894 до 1900 год семья жила в Окленде, штат Калифорния, затем они переехали на Гавайи и в 1901 году обосновалась в городе Хило. В семье было двое детей: Теодор Томас, родившийся в 1901 году, и приемная дочь Мэри, родившаяся в 1902 году. С 1927 года Хелен работала художницей в Гонолулу.
Умерла в Хило в 1940 году и была похоронена в Сан-Диего, штат Калифорния.

## Творчество
Хелен Томас Дранга писала преимущественно пейзажи, а также портреты и здания. Её работы регулярно появлялись на обложке журнала  Paradise of the Pacific  в 1920—1930 годах. Картины художницы находятся в музеях Hawaii State Art Museum и Lyman House Memorial Museum, а также в Художественном музее Гонолулу. Некоторые работы были представлены в 2014 году на выставке в  Hawaii State Art Museum, посвящённой гавайской живописи XX века.
- Некоторые работы
- View from Makiki
- Portrait of a Polynesian Girl
- Ohia Lehua Blossoms